# Xanthorhoe gata
Xanthorhoe gata är en fjärilsart som beskrevs av Paul Dognin 1893. Xanthorhoe gata ingår i släktet Xanthorhoe och familjen mätare. Inga underarter finns listade i Catalogue of Life.